# 22151 Davebracy
22151 Davebracy è un asteroide della fascia principale. Scoperto nel 2000, presenta un'orbita caratterizzata da un semiasse maggiore pari a 2,9393495 UA e da un'eccentricità di 0,0908940, inclinata di 1,05585° rispetto all'eclittica.